# فروده بيرغ
فروده بيرغ (بالنرويجية البوكمول: Frode Berg)‏ هو ملحن نرويجي، ولد في 24 أكتوبر 1971.

## وصلات خارجية
- فروده بيرغ على موقع IMDb (الإنجليزية)
- فروده بيرغ على موقع ميوزك برينز (الإنجليزية)
- فروده بيرغ على موقع ديسكوغز (الإنجليزية)
- فروده بيرغ على موقع ديسكوغز (الإنجليزية)